# Lúky
Lúky es un municipio del distrito de Púchov en la región de Trenčín, Eslovaquia, con una población estimada a final del año 2024 de 901 habitantes.
Se encuentra ubicado al noreste de la región, cerca del río Váh (cuenca hidrográfica del Danubio) y de la frontera con la República Checa y la región de Žilina.

## Demografía
| Año        | 1994 | 2004    | 2014    | 2024    |
| ---------- | ---- | ------- | ------- | ------- |
| Población  | 942  | 952     | 912     | 901     |
| Diferencia |      | +1,06 % | −4,20 % | −1,20 % |

| Año        | 2023 | 2024    |
| ---------- | ---- | ------- |
| Población  | 892  | 901     |
| Diferencia |      | +1,00 % |